# ABF Komvux Stockholm
ABF Komvux Stockholm är en utbildningsanordnare som bedriver vuxenutbildning för elever i Stockholmsområdet. Skolan ligger på fjärde våningen i ABF-huset i Stockholm och har ett utbud med fristående grundläggande och gymnasiala kurser. Komvuxverksamheten anordnas på uppdrag av ett tjugotal kommuner i Stockholmsområdet: bland andra Stockholms stad , Kunskapscentrum Nordost (som består av flera kommuner), Botkyrka kommun, Solna stad och Nacka kommun.
Skolan är en enhet inom den ideella föreningen ABF Stockholm sedan 2003. Föreningen är ansluten till Arbetarnas bildningsförbund som är Sveriges största studieförbund. ABF bildades 1912 och har en hundraårig tradition av folkbildning.